# Клергут
Клергут (фр. Clairegoutte) насеље је и општина у источној Француској у региону Франш-Конте, у департману Горња Саона која припада префектури Лир.
По подацима из 2011. године у општини је живело 403 становника, а густина насељености је износила 38,45 становника/km². Општина се простире на површини од 10,48 km². Налази се на средњој надморској висини од 311 метар (максималној 589 m, а минималној 305 m).

## Демографија
| 1962. | 1968. | 1975. | 1982. | 1990. | 1999. | 2011. |
| ----- | ----- | ----- | ----- | ----- | ----- | ----- |
| 403   | 378   | 384   | 414   | 384   | 441   | 403   |

График промене броја становника у току последњих година